# Otto Feucht

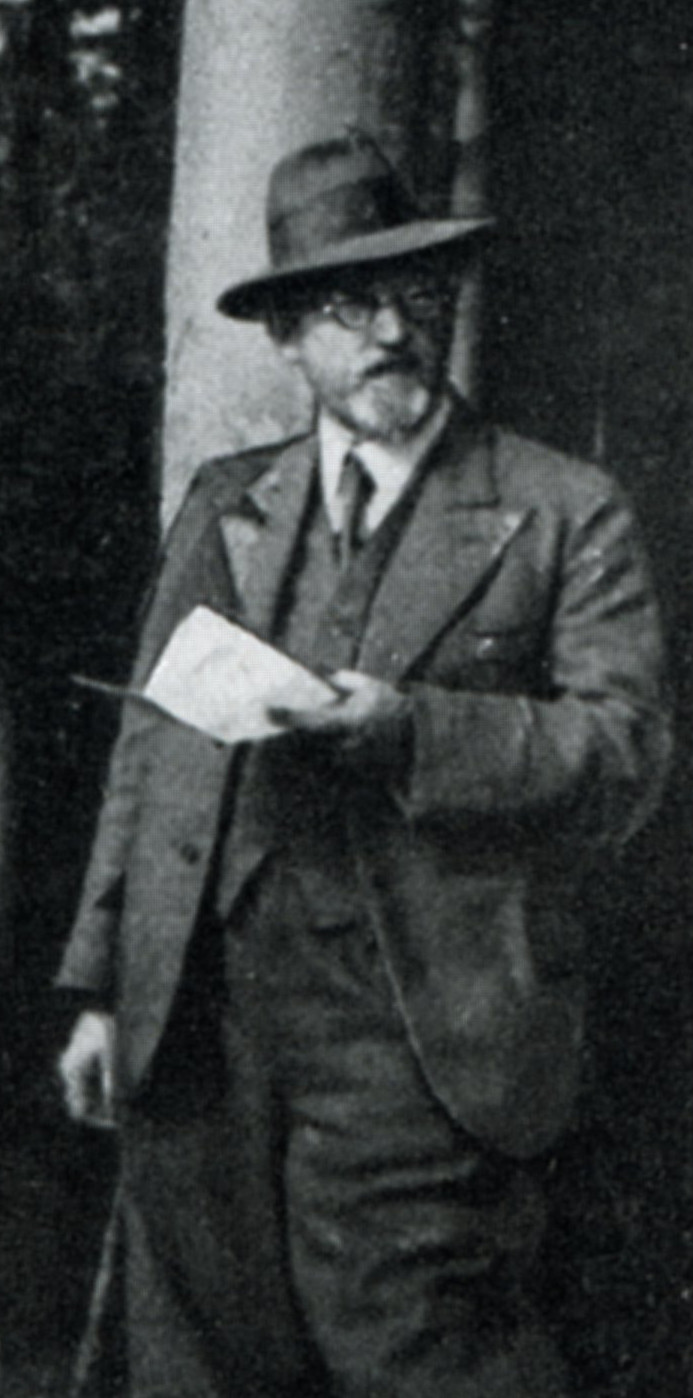
Otto Feucht

Otto Feucht (* 19. Februar 1879 in Stuttgart; † 25. Juli 1971 ebenda) war ein deutscher Förster und Forstwissenschaftler.

## Leben
Otto Feucht studierte Forstwissenschaften. Seit dem Wintersemester 1898/99 war er Mitglied der Studentenverbindung Lichtenstein Tübingen. Von 1902 bis 1948 arbeitete er in der württembergischen Forstverwaltung, ab 1926 als Leiter des Forstamts Solitude bei Stuttgart. Als Forstassessor wurde er 1908 von der Württembergischen Forstdirektion mit der Herausgabe des Schwäbischen Baumbuchs beauftragt. Er gehörte zu den führenden Naturschützern Württembergs und erkannte schon früh die Notwendigkeit einer ökologisch fundierten Waldwirtschaft. Auf seine Anregung hin wurde auch 1939 das Gebiet von Rotwildpark und Schwarzwildpark bei Stuttgart zum Naturschutzgebiet erklärt. In seinen Schriften und Vorträgen bediente er sich zahlreicher selbst angefertigter Fotos. Heute liegen über 2200 Negative und Abzüge im Landesmedienzentrum Baden-Württemberg und im Naturkundemuseum Stuttgart. Seine Tochter ist die Naturwissenschaftlerin Gertrud Buck-Feucht (1911–2006).

## Ehrungen
Otto Feucht zu Ehren wurde eine etwa 450 Jahre alte Stiel-Eiche (Quercus robur) im Naturschutzgebiet Rotwildpark bei Stuttgart zur Otto-Feucht-Eiche ernannt.

## Veröffentlichungen (Auswahl)
- Geschichte der Tübinger Verbindung "Lichtenstein". Tübingen 1904.
- Hie Lichtenstein! Festschrift zur Hausweihe, 10. Okt. 1908. Stuttgarter Vereins-Buchdruckerei, Stuttgart 1908.
- Die Bäume und Sträucher unserer Wälder. Verlag Strecker & Schröder, Stuttgart 1909 (Naturwissenschaftliche Wegweiser. Serie A; 4).
- Parkbäume und Zierstäucher. Strecker & Schröder, Stuttgart 1910 (Naturwissenschaftliche Wegweiser. Serie A; 14).
- Schwäbisches Baumbuch. Strecker & Schröder, Stuttgart 1911.
- Württembergs Pflanzenwelt: 138 Vegetationsbilder nach der Natur mit einer pflanzengeograpischen Einführung. Strecker & Schröder, Stuttgart 1912.
- Der Naturschutz in Württemberg: Aufgaben und Möglichkeiten. Strecker und Schröder, Stuttgart 1922.
- Bearb.: Heinrich Fischbach: Der Wald und seine Bewirtschaftung: ein Leitfaden für Waldbesitzer, Gemeinde-Waldmeister und Forstbeamte, sowie für landwirtschaftliche Lehranstalten und Waldbauschulen. 4. Aufl., neu bearbeitet von Otto Feucht. Ulmer, Stuttgart 1923 (Des Landmanns Winterabende; 30).
- Der Wald und wir: Mitgliedsgabe für das Jahr 1924 des Bundes für Heimatschutz in Württemberg und Hohenzollern. Verlag Silberburg, Stuttgart 1924 (Veröffentlichungen des Württembergischen Landesamts für Denkmalpflege; 1); (Bücherei des Bundes / Bund für Heimatschutz in Württemberg und Hohenzollern; 10).
- Die Bodenpflanzen unserer Wälder. Strecker und Schroeder, Stuttgart 1925.
- Naturschutz und Forstwirtschaft. Bermühler, Berlin-Lichterfelde 1927 (Naturschutz-Bücherei; 7).
- Ein Buch von der Schönheit des Baumes: 64 Bilder vom Neckarland bis zum Bodensee. Strecker und Schröder, Stuttgart 1929.
- Der Wald als Lebensgemeinschaft. Verlag Hohenlohesche Buchhandlung Ferd. Rau, Öhringen 1936 (Schriften des Deutschen Naturkundevereins; Neue Folge; 3).
- Der Wald um Stuttgart: Rückblick und Ausblick. Kohlhammer, Stuttgart 1951 (Schriften des Schwäbischen Heimatbundes; 1).
- Erlebter Naturschutz: eine Rückschau aus Württemberg. Schwäbischer Albverein e.V., Stuttgart 1959.